# PT-2001
PT-2001 Gepard – niezrealizowana koncepcja polskiego czołgu podstawowego III generacji, kontynuacja projektu „Goryl”.

## Historia
Pracę nad polskim czołgiem III generacji rozpoczęto w połowie lat 80. XX wieku, obok prac nad modernizacją czołgów T-72 (kryptonim „Wilk”). Na przełomie lat 1990/1991 pracę koncepcyjne i projektowe wznowiono i opracowano modernizację czołgu T-72M1 nazwaną PT-91 „Twardy”. Kolejnym etapem modernizacji PT-91 miał być czołg oznaczony jako PT-94, a także PT-97 – model przejściowy do czołgu III generacji. Doświadczenia zdobyte przy budowie czołgów PT-94 i PT-97 miały posłużyć do budowy czołgu III generacji oznaczonego jako „Goryl” (później zmienioną na „Anders”). Wstępne założenia przewidywały, że jego uzbrojeniem miała być armata kal. 120 lub 125 mm, a jednostką napędową miał być silnik wysokoprężny o mocy ok. 1500 KM. Docelowe opracowanie czołgu „Goryl” planowano wykonać do roku 2000. Jednakże, pomimo początkowego zainteresowania wojska tym projektem, wysokie koszty jego realizacji oraz duży przewidywany koszt jednostkowy seryjnego czołgu spowodowały rezygnację z projektu.
Do projektu polskiego czołgu podstawowego III generacji powrócono w roku 2001. W tym roku opracowano w OBRUM koncepcję nowego pojazdu opartego na projekcie „Goryl” oznaczonego jako PT-2001 „Gepard”.
Na bazie nowego czołgu III generacji miała powstać cała rodzina nowych wozów bojowych i wsparcia m.in.: samobieżne działo przeciwlotnicze, samobieżna wyrzutnia pocisków kierowanych, wóz zabezpieczenia technicznego, wóz drogowo-inżynieryjny oraz most czołgowy.

## Opis konstrukcji
PT-2001 miał posiadać nową spawaną wieżę z pancerzem kompozytowym i reaktywnym. Podstawowym uzbrojeniem miała być niemiecka armata kal. 120 mm, dostosowana do amunicji NATO. Ponadto czołg miał posiadać, także nowy zespół napędowy.